# 大戰雙騎士
大戰雙騎士是漫畫諸葛四郎系列裡的一部作品。

## 劇情簡介
諸葛四郎平定梁國的山嶽城賊團後，他的祖國衛國突然遭到一名蒙面人「孔雀俠」的多起暗中攻擊，殺害不少官兵。衛王對此一事感到堪憂，便趕緊召回待在梁國近三年的四郎回國。
事後四郎得知另一名與孔雀俠聯手的蒙面騎士「黑騎士」正是十五年前殺死親父的仇人，悲憤的四郎決定打倒黑騎士替父親報仇。
與孔雀俠和黑騎士倆人對戰多回後，眾人懷疑黑騎士可能是來自鄰國章國的人物，於是四郎擔任使者前往章國想請該國君主給個明確的答案‧‧‧。

## 故事角色

### 我方人物
諸葛玉真
諸葛四郎的親妹妹。在四郎離開衛國時期學習鏢術。
故事中多次與林少青、沈少玉等人攜手合作制敵，並成為往後作品系列裡的主要角色之一。
真仁
真平的父親。武技卓越，與諸葛四郎爸爸是舊識。
龍將軍
衛國將軍之一。在以前打獵中被野牛襲擊時被黑騎士所救，為了報答恩情而聽任黑騎士所委託的命令。之後被識破是黑騎士的內奸，但受良心譴責而向四郎透露相關訊息。
程信
衛國探子。在四郎前往章國時暗中協助。

### 敵方人物
孔雀俠
手持雙劍的神秘蒙面人，與黑騎士聯手在衛國製造擾亂騷動。
真實身份是「大戰魔鬼黨」秦將軍的女兒。
黑騎士
全身黑衣打扮、手持關刀的騎士。
十五年前與諸葛四郎父親決鬥時在刀刃上抹毒、以此將對方害死後消匿不見，但隨後與孔雀俠一同再度現身。
申強
持大刀的敵角，與沈少玉對決時被她口中的飛針射傷一眼。
桂安
孔雀俠手下之一，力氣驚人，能揮舞巨大鐵棍攻擊。
鐵鍊和尚
以鐵鍊球作武器的角色，和桂安一同被四郎縛虜。
泰三
身手靈活、跳躍力佳的敵手。
包信
擅長連擲飛鏢。與泰三一同前去拯救被抓的桂安與鐵鍊和尚。
洪原
揮舞雙刀的角色。
施三霞
神祕黑衣女子，暗中設下圈套來對付四郎。
郎元帥
章國的元帥，頗具心計。
康將軍
章國將軍之一。在章國宮廷裡與四郎比武時雙方難分勝負。「即黑騎士」。

### 其它人物
廖將軍
章國將軍之一。為人和善，但被郎元帥一行人暗中派遣黑騎士暗殺，之後將他的死因嫁禍給四郎。
廖小將
廖將軍的兒子。對於親父被四郎殺死一事感到憤怒、而想打倒四郎復仇，隨後才曉得親父的死因乃是被郎元帥一行人設計過的。